# Campionatul Mondial de Semimaraton din 2003
A 12-a ediție a Campionatului Mondial de Semimaraton s-a desfășurat pe 4 octombrie 2003 la Vilamoura, Portugalia. Au participat 171 de sportivi din 49 de țări.

## Rezultate

### Masculin
| Loc | Sportiv              | Timp    |
| --- | -------------------- | ------- |
| 1   | Martin Lel           | 1:00:49 |
| 2   | Fabiano Joseph       | 1:00:52 |
| 3   | Martin Sulle         | 1:00:56 |
| 4   | John Cheruiyot Korir | 1:01:02 |
| 5   | John Yuda Msuri      | 1:01:13 |
| 6   | Yusuf Songoka        | 1:01:18 |
| 7   | Zersenay Tadesse     | 1:01:26 |
| 8   | Jackson Koech        | 1:01:28 |
| 9   | Tesfaye Tola         | 1:01:35 |
| 10  | Ridouane Harroufi    | 1:02:46 |

| Loc | Țară                                                                    | Timp                            |
| --- | ----------------------------------------------------------------------- | ------------------------------- |
|     | Tanzania Fabiano Joseph (2) Martin Hhaway Sulle (3) John Yuda Msuri (5) | 3:03:01 1:00:52 1:00:56 1:01:13 |
|     | Kenya Martin Kiptoo Lel (1) John Cheruiyot Korir (4) Yusuf Songoka (6)  | 3:03:09 1:00:49 1:01:02 1:01:18 |
|     | Etiopia Tesfaye Tola (9) Dereje Adere (11) Mesfin Hailu (16)            | 3:07:34 1:01:35 1:02:47 1:03:12 |

### Feminin
| Loc   | Sportivă                 | Timp    |
| ----- | ------------------------ | ------- |
| 1     | Paula Radcliffe          | 1:07:35 |
| 2     | Berhane Adere            | 1:09:02 |
| 3     | Benita Johnson           | 1:09:26 |
| 4     | Lidia Grigorieva         | 1:09:32 |
| 5     | Constantina Diță-Tomescu | 1:10:05 |
| 6     | Alla Jileaeva            | 1:10:13 |
| 7     | Liudmila Biktașeva       | 1:10:31 |
| 8     | Susan Chepkemei          | 1:10:35 |
| 9     | Mikie Takanaka           | 1:10:36 |
| 10    | Alina Ivanova            | 1:10:59 |
| [...] |                          |         |
| 15    | Luminița Talpoș          | 1:12:02 |
| 23    | Nuța Olaru               | 1:13:00 |
| –     | Mihaela Botezan          | NT      |
| –     | Iulia Olteanu            | NT      |

| Loc | Țară                                                                            | Timp                            |
| --- | ------------------------------------------------------------------------------- | ------------------------------- |
|     | Rusia Lidia Grigorieva (4) Alla Jileaeva (6) Liudmila Biktașeva (7)             | 3:30:16 1:09:32 1:10:13 1:10:31 |
|     | Japonia Miki Takanaka (9) Takako Kotorida (13) Risa Hagiwara (16)               | 3:34:23 1:10:36 1:11:37 1:12:10 |
|     | România · Constantina Diță-Tomescu (5) · Luminița Talpoș (15) · Nuța Olaru (23) | 3:35:07 1:10:05 1:12:02 1:13:00 |

## Clasament pe medalii
| Loc   | Țară         | Aur | Argint | Bronz | Total |
| ----- | ------------ | --- | ------ | ----- | ----- |
| 1     | Tanzania     | 1   | 1      | 1     | 3     |
| 2     | Kenya        | 1   | 1      | 0     | 2     |
| 3     | Regatul Unit | 1   | 0      | 0     | 1     |
| 3     | Rusia        | 1   | 0      | 0     | 1     |
| 5     | Etiopia      | 0   | 1      | 1     | 2     |
| 6     | Japonia      | 0   | 1      | 0     | 1     |
| 7     | Australia    | 0   | 0      | 1     | 1     |
| 7     | România      | 0   | 0      | 1     | 1     |
| Total | Total        | 4   | 4      | 4     | 12    |